# Fernand François
Pour les articles homonymes, voir François.
Fernand François, né le 1er avril 1900 à Nancy et décédé le 23 mai 1991  à Fontenay-aux-Roses, est un écrivain français, auteur de nouvelles policières et de science-fiction.

## Biographie
Officier de carrière, breveté d’état-major et diplômé de Sciences-Po Paris, il débute l’écriture au sortir de la Seconde Guerre mondiale, après cinq années passées en captivité.
Capturé par l'armée allemande en 1940, il est enfermé à l'OFLAG IV D, en Silésie, où il côtoie les écrivains Julien Gracq, Jacques Arnold et Raymond Abellio, le poète Patrice de La Tour du Pin, le père Yves Congar ou encore le journaliste Jacques Fauvet. De cette expérience naîtra son goût pour l’écriture.
En captivité, il apprend le russe et le polonais et perfectionne sa connaissance des langues anglaise et allemande.
En 1946, il est nommé officier de liaison en zone d'occupation américaine en Allemagne. Rentré en France en 1952, il est affecté à l'école militaire en qualité de traducteur officiel du ministère des Armées.
Il épouse, en 1932 à Clamart, Eliane Cérou, sœur du financier André Cérou.

## Activité littéraire
Dans les années 1950 et 1960, il publie de nombreuses nouvelles dans des revues de référence telles que Fiction, principale revue de science-fiction française, Satellite et Mystère magazine, aux côtés de Jean Ray, Robert A. Heinlein, Gérard Klein, Alain Dorémieux, Jacques Sternberg, Richard Matheson, entre autres.
Ses nouvelles de science-fiction et chroniques d’anticipation militaire, écrites en temps de guerre froide, dépassent le contexte politique de l'époque.
Il est récompensé à plusieurs reprises au grand prix de la nouvelle policière.

## Décorations
- Officier de la légion d’honneur,
- Croix de guerre 1939-1945.

## Œuvre

### Policier
- Péché de jeunesse
- À fonds perdus
- Garou, mon Garou !
- Devoirs de vacances
- Ma chienne

### Science-fiction
- Bouton pression
- Le Caméléon
- Chapitre 13
- Il est venu comme un voleur
- Journal de Macha
- Lune de miel
- M. Bedin fait sa cour
- Le Martien
- Mon voyage dans la lune
- Ne soyez pas bêtes avec les animaux
- Plat du jour
- Les Temps à venir
- Travailler est un vrai plaisir
- La Vénusienne
- Bière de Mars ou une critique "litteraire"
- Le Potentiel militaire de la lune
- Chroniques d'anticipation militaire (Implications stratégiques des aventures de l'homme dans l'espace, La propriété de la Lune, Vers une guerre sidérale ?, Vues sur les blindés de l'avenir)